# Miroslav Škeřík
Miroslav Škeřík (Košice, 14 ottobre 1924 – Praga, 11 gennaio 2013) è stato un cestista cecoslovacco.

## Carriera
Con la Cecoslovacchia ha disputato i Giochi olimpici di Helsinki 1952 e cinque edizioni dei Campionati europei (1951, 1953, 1955, 1957, 1959).

## Palmarès
- Campionato cecoslovacco: 5

ATK Praga: 1953-54, 1954-55, 1955-56
Slovan Orbis Praga: 1956-57, 1958-59